# 도고 온천 (에히메현)

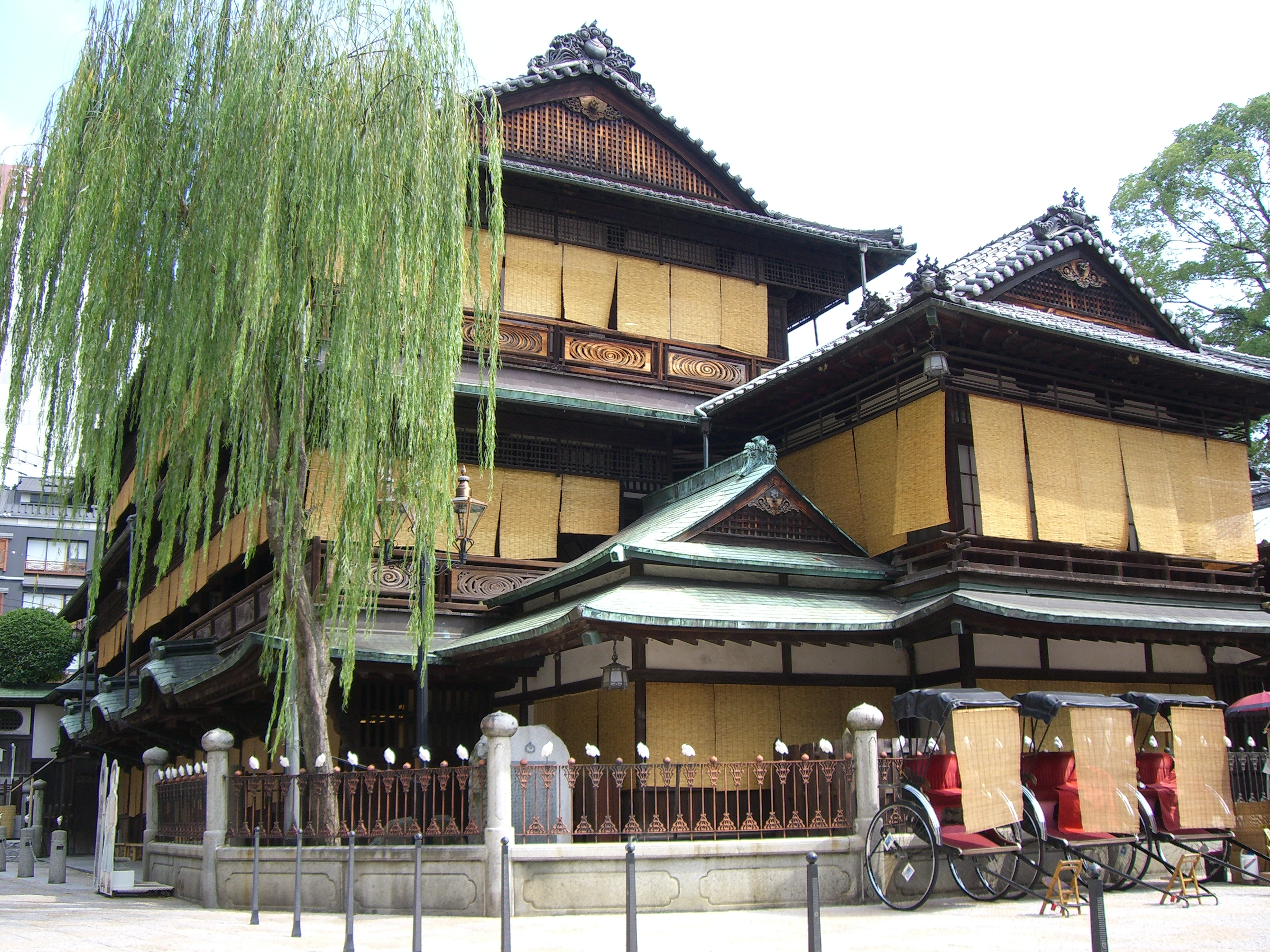
도고 온천본관

도고 온천(일본어: 道後温泉 도고온센[*])은 에히메현 마쓰야마시에 있는 온천이다. 일본 3대 고천(日本三古湯)중 하나이다.
온천의 역사는 고대부터 시작될 정도로 유명하다. 옛 명칭은〈니키타쓰〉로 끓는 물의 나루(煮える湯の津)를 뜻한다고 한다. 이 옛 명칭은 만엽집에서도 찾을 수 있다. 일찍이 이 주변은 온센 군(温泉郡)이라고 불렸고, 이는 도고 온천에서 온 지명이다. 온천이 있는 에히메 현의 옛 지역의 명칭인 이요노쿠니이란 명칭도 유노쿠니(湯国)라고 바꾸어 불렀다는 설도 있다.
나쓰메 소세키의 소설《도련님》의 무대로 그려졌으며, 최근에는 미야자키 하야오 감독의《센과 치히로의 행방불명》에서 모델이 되기도 했다. 에히메 현의 대표 관광지로 2007년 8월에는 지역브랜드로 인정받았다. 또, 같은 해 미슐랭 가이드로부터 최고의 평가를 받기도 했다.
현재 본관 건물은 중요문화재로 지정되어 있으며 근대 일본건축의 백미로 손꼽힌다.

## 온천의 질
- 단순천
  - 원천 온도 42 ~ 51 °C 지만, 원천을 혼합하여 46 °C로 공급한다.

근년, 도고 온천 본관도 현조례에 따라 염소소독을 하여 그 무렵 논의를 불러 일으켰다.

### 효능
- 신경통, 류마티스, 위장병, 피부병, 통풍, 빈혈.

※ 효능은 모든 사람에 효과가 있다고는 보장 못함.

## 같이 보기
- 7484 도고 온센 - 이름을 따서 지어진 소행성
- 도고온천 (아산) - 충청남도 아산시에 있는 온천